# Julio César Jiménez
Julio César Jiménez Tejito, né le 27 août 1954 à Artigas en Uruguay, est un joueur de football international uruguayen qui évoluait au poste de milieu de terrain, avant de devenir ensuite entraîneur.

## Biographie

### Carrière de joueur

#### Carrière en club
Jiménez joue principalement en faveur du CA Peñarol, du Vélez Sarsfield, et du Ferro Carril Oeste.
Il remporte au cours de sa carrière, trois titres de champion d'Uruguay, et un titre de champion d'Argentine.

#### Carrière en équipe nationale
Il joue 21 matchs en équipe d'Uruguay, inscrivant un but, entre le 27 octobre 1971, et le 24 novembre 1976.
Il figure dans le groupe des sélectionnés lors de la Coupe du monde de 1974. Lors du mondial organisé en Allemagne, il ne joue aucun match.

## Palmarès
| Peñarol - Championnat d'Uruguay (3) : - Champion : 1973, 1974 et 1975. - Vice-champion : 1971, 1972, 1976 et 1977. |  | Vélez Sarsfield - Championnat d'Argentine : - Vice-champion : 1979 (Metropolitano). |  | Ferro Carril Oeste - Championnat d'Argentine (1) : - Champion : 1982 (Nacional). - Vice-champion : 1981 (Primera División) et 1981 (Nacional). |